# Dieter Lindenlaub
Dieter Lindenlaub (* 15. März 1937 in Köln) ist ein deutscher Wirtschaftshistoriker und Hochschullehrer.

## Leben und Wirken
Dieter Lindenlaub studierte Geschichte und Germanistik an der Universität Köln und promovierte dort 1965. Anschließend war er als wissenschaftlicher Mitarbeiter an der Wirtschaftswissenschaftlichen Fakultät der Eberhard Karls Universität Tübingen tätig und habilitierte sich dort 1982. Er lehrte hier als Privatdozent und wechselte 1986 als Mitarbeiter an die Deutsche Bundesbank in Frankfurt am Main. Hier leitete er bis zum Eintritt in den Ruhestand im Jahre 2002 die Abteilung Bibliothek, Archiv und Notenbankgeschichte. Außerdem lehrte er als außerplanmäßiger Professor für Wirtschafts- und Sozialgeschichte an der Universität Frankfurt/M.
Lindenlaub veröffentlichte zahlreiche Arbeiten zur deutschen Wirtschafts- und Währungsgeschichte.

## Veröffentlichungen (Auswahl)
- Richtungskämpfe im Verein für Sozialpolitik. Wissenschaft und Sozialpolitik im Kaiserreich vornehmlich vom Beginn des "Neuen Kurses" bis zum Ausbruch des ersten Weltkrieges. Zwei Bände (= Vierteljahrschrift für Sozial- und Wirtschaftsgeschichte, Beiheft, Bd. 52 u. 53). Steiner, Wiesbaden 1967 (= Dissertation Universität Köln).
- Firmengeschichte und Sozialpolitik. Zur Wirtschaftsgeschichte der Nationalökonomie in Deutschland vor dem Ersten Weltkrieg. In: Karl-Heinz Manegold (Hrsg.): Wissenschaft, Wirtschaft und Technik. Studien zur Geschichte. Wilhelm Treue zum 60. Geburtstag. Bruckmann, München 1969, S. 272–285, ISBN 3-7654-1367-4.
- Die Anpassung der Kosten an die Beschäftigungsentwicklung bei deutschen Maschinenbauunternehmen in der Weltwirtschaftskrise 1928–1932.  Unternehmenshistorische Untersuchungen zu Schmalenbachs Theorie der Fixkostenwirkungen. In: Hermann Kellenbenz (Hrsg.): Wachstumsschwankungen.  Wirtschaftliche und soziale Auswirkungen (Spätmittelalter bis 20. Jahrhundert) (= Beiträge zur Wirtschaftsgeschichte, Bd. 13). Klett-Cotta, Stuttgart 1981, S. 273–311, ISBN 3-12-912730-5.
- Unternehmensgeschichte. In: Zeitschrift für Betriebswissenschaft, Bd. 53 (1983), S. 91–123.
- What can the businessman learn from history, especially from business history? In: German yearbook on business history, Jg. 1984, S. 25–53.
- Maschinenbauunternehmen in der deutschen Inflation 1919–1923. Unternehmenshistorische Untersuchungen zu einigen Inflationstheorien (= Veröffentlichungen der Historischen Kommission zu Berlin, Bd. 61). De Gruyter, Berlin 1985, ISBN 3-11-009934-9 (= Habilitationsschrift Universität Tübingen).
- Vergleichende Bemerkungen zur deutschen Notenbankgeschichte. In: Franz Bosbach (Hrsg.): Das Kreditwesen in der Neuzeit. Ein deutsch-britischer Vergleich (= Prinz-Albert-Studien, Bd. 14). Saur, München 1997, S. 85–99, ISBN 3-598-21414-6.
- Auf der Suche nach einem Instrumentarium zur Kontrolle der Geldschöpfung. Notenbank und Banken in Deutschland im ersten Drittel des 20. Jahrhunderts. In: Bankhistorisches Archiv, Bd. 26 (2000), S. 117–151.
- Die Glaubwürdigkeit einer neuen Währung. Die Einführung der Mark in Deutschland 1871–1876. In: Bankhistorisches Archiv, Bd. 28 (2002), S. 21–39.
- (mit Christian Erb): Das Geldmuseum der Deutschen Bundesbank – ein neuer Weg der Öffentlichkeitsarbeit. In: Wolfgang L. Brunner (Hrsg.): Erfolgsfaktoren im Bankmarketing. Gabler, Wiesbaden 2004, S. 231–243, ISBN 3-409-12635-X.
- Karl Blessing (1900–1971). In: Hans Pohl (Hrsg.): Deutsche Bankiers des 20. Jahrhunderts. Steiner, Stuttgart 2008, S. 13–34, ISBN 3-515-08954-3.
- Deutsches Stabilitätsbewußtsein. Wie kann man es fassen, wie kann man es erklären, welche Bedeutung hat es für die Geldpolitik? In: Bernhard Löffler (Hrsg.): Die kulturelle Seite der Währung. Europäische Währungskulturen, Geldwerterfahrungen und Notenbanksysteme im 20. Jahrhundert (= Historische Zeitschrift, Beiheft, N.F., Bd. 50). Oldenbourg, München 2010, S. 63–100, ISBN 978-3-486-59169-9.
- (Hrsg., mit Carsten Burhop u. Joachim Scholtyseck): Schlüsselereignisse der deutschen Bankengeschichte. Steiner, Stuttgart 2013, ISBN 978-3-515-10446-3.
- Johannes von Miquel. In: Sozialreformer, Modernisierer, Bankmanager. Biografische Skizzen aus der Geschichte des Kreditgenossenschaftswesens. C. H. Beck, München 2016, S. 97–150, ISBN 3-406-68357-6.
- Vom Wechselkursverbund zur gemeinsamen Währung. Stufen und Probleme der europäischen Währungsintegration seit dem Zerfall des Bretton Woods-Systems fester Wechselkurse Anfang der 1970er-Jahre. In: Rüdiger Hohls/Hartmut Kaelble (Hrsg.): Geschichte der europäischen Integration bis 1989 (= Europäische Geschichte in Quellen und Essays, Bd. 1). Steiner, Stuttgart 2016, S. 245–262, ISBN 3-515-11303-7.
- From Schmoller through the Catholic social doctrine to Müller-Armack. A commentary on Reginald Hansen's theory of the ideational origin of the social market economy. In: Jürgen G. Backhaus u. a. (Hrsg.): Origins and Change of the Social Market Economy. History and Theoretical Foundations. Springer, Cham 2023, S. 111–136, ISBN 978-3-031-39210-8.